# Turoyo

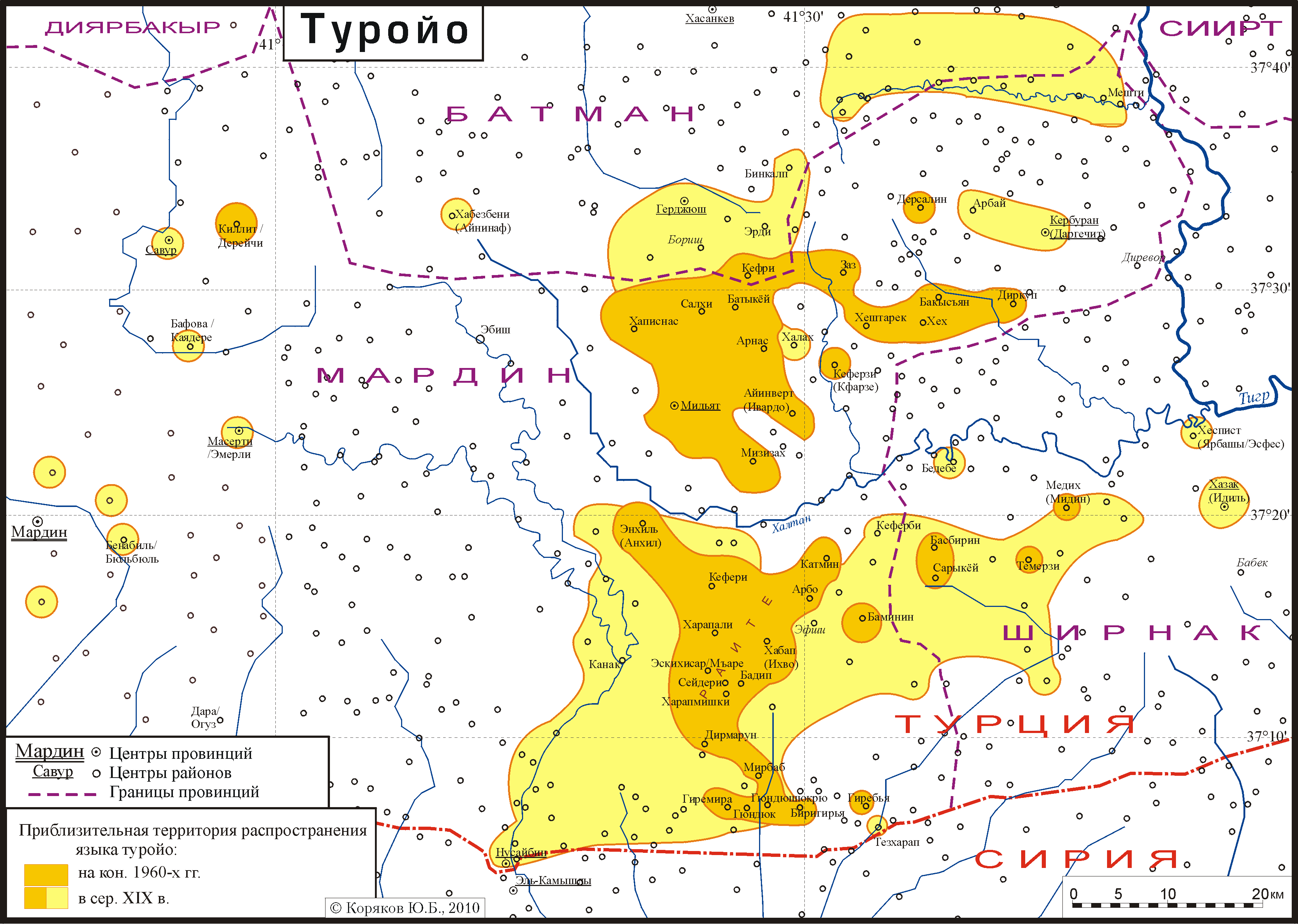
Turoyo-Sprachgebiet mit Dörfern südöstlich von Diyarbakır (russisch). Beide Farbtöne: Ende 19. Jahrhundert, dunklerer Farbton: Ende der 1960er Jahre. Karte des Linguarium-Projektes der Moskauer Lomonossow-Universität.

Turoyo oder Surayt (syrisch ܣܘܪܝܬ) ist eine aramäische Sprache, die ursprünglich vor allem im Gebiet des Tur Abdin im Südosten der heutigen Türkei und im Nordosten von Syrien von syrisch-orthodoxen Christen gesprochen wurde und auch heute noch – trotz massiver Auswanderung – gesprochen wird.
Turoyo ist dem neuaramäischen Dialekt der aramäischen Sprache sehr ähnlich, der auch „Suryoyo“ oder „Surayt“ genannt wird. Beide gehören zu den (neu-)ostaramäischen Sprachen. Eine gegenseitige Verständigung unter diesen beiden Sprachen bzw. Dialekten ist daher möglich, während dies mit anderen aramäischen Sprachen nicht oder kaum möglich ist, obwohl alle aramäischen Sprachen zu den semitischen Sprachen gehören.
Turoyo wurde primär mündlich überliefert; schriftliche Quellen sind erst sehr spät entstanden. Trotz ihrer massiven Unterdrückung und Verfolgung durch verschiedene Völker und Staaten (vor allem in der Türkei des 20. Jahrhunderts) ist es den syrischen Christen (Suryoye) gelungen, ihre Sprache vor dem Aussterben zu bewahren. Turoyo wird heute allein in Europa von etwa 250.000 Menschen gesprochen. Der Großteil der Sprecher sind Migranten, die aus ihrer ursprünglichen Heimat in meist westliche Länder ausgewandert sind, wie z. B. Westeuropa, Amerika und Australien.